# Мураками, Аи
Аи Мураками (яп. 村上 藍, род. 18 марта 1985, Оябэ, Тояма) — японская хоккеистка (хоккей на траве), полевой игрок. Участница летних Олимпийских игр 2012 года, бронзовый призёр летних Азиатских игр 2010 года.

## Биография
Аи Мураками родилась 18 марта 1985 года в японском городе Оябэ.
Окончила неполную среднюю школу Цудзава, среднюю школу Исидо и университет Яманаси Гакуин.
Играла в хоккей на траве за «Сони Бравия» из Итиномии.
В 2010 году в составе сборной Японии завоевала бронзовую медаль хоккейного турнира летних Азиатских игр в Гуанчжоу.
В том же году участвовала в чемпионате мира в Росарио, где японки заняли 11-е место. Забила 2 мяча (по одному в ворота сборных Германии и Испании).
В 2012 году вошла в состав женской сборной Японии по хоккею на траве на летних Олимпийских играх в Лондоне, занявшей 9-е место. Играла в поле, провела 5 матчей, забила 2 мяча в ворота сборной ЮАР.